# John Hearn
John Graham Hearn (* 27. Dezember 1929 in Wandsworth; † 7. August 1980 in Whyteleafe) war ein britischer Eisschnellläufer.
Hearn nahm von 1950 bis 1967 an internationalen Wettbewerben teil und belegte im Februar 1952 in Oslo bei seiner ersten Teilnahme an Olympischen Winterspielen den 38. Platz über 1500 m, den 17. Rang über 5000 m sowie den zehnten Platz über 10.000 m. Bei der folgenden Mehrkampfweltmeisterschaft 1952 in Hamar errang er den 24. Platz im Großen Vierkampf. In den folgenden Jahren nahm er an vier Europameisterschaften teil, wobei er im Jahr 1953 im Hamar den 12. Platz, im Jahr 1955 in Falun den 37. Platz, im Jahr 1957 in Oslo den 30. Platz und im Jahr 1960 den 26. Platz errang. Zudem lief er bei den Olympischen Winterspielen 1956 in Cortina d’Ampezzo auf den 45. Platz über 500 m, auf den 33. Rang über 1500 m, auf den 26. Platz über 5000 m und auf den 20. Rang über 10.000 m.

## Persönliche Bestleistungen
| Disziplin | Zeit        | Datum           | Ort         |
| --------- | ----------- | --------------- | ----------- |
| 500 m     | 45,9 s      | 28. Januar 1956 | Misurinasee |
| 1000 m    | 1:35,7 min  | 9. Januar 1967  | Innsbruck   |
| 1500 m    | 2:17,5 min  | 30. Januar 1956 | Misurinasee |
| 3000 m    | 4:53,5 min  | 22. Januar 1956 | Misurinasee |
| 5000 m    | 8:21,4 min  | 29. Januar 1956 | Misurinasee |
| 10000 m   | 17:27,6 min | 31. Januar 1956 | Misurinasee |